# Крестьянская площадь
Крестья́нская пло́щадь — площадь в центре Москвы в Таганском районе между Новоспасским проездом, Динамовской улицей, Верхним Новоспасским проездом и Крестьянским тупиком. Здесь находится Новоспасский монастырь.

## История названия
Изначальное название площади — «Новоспасская» — по расположению вблизи от Новоспасского монастыря. Переименована в 1919 году «в честь советского крестьянства».

## Описание

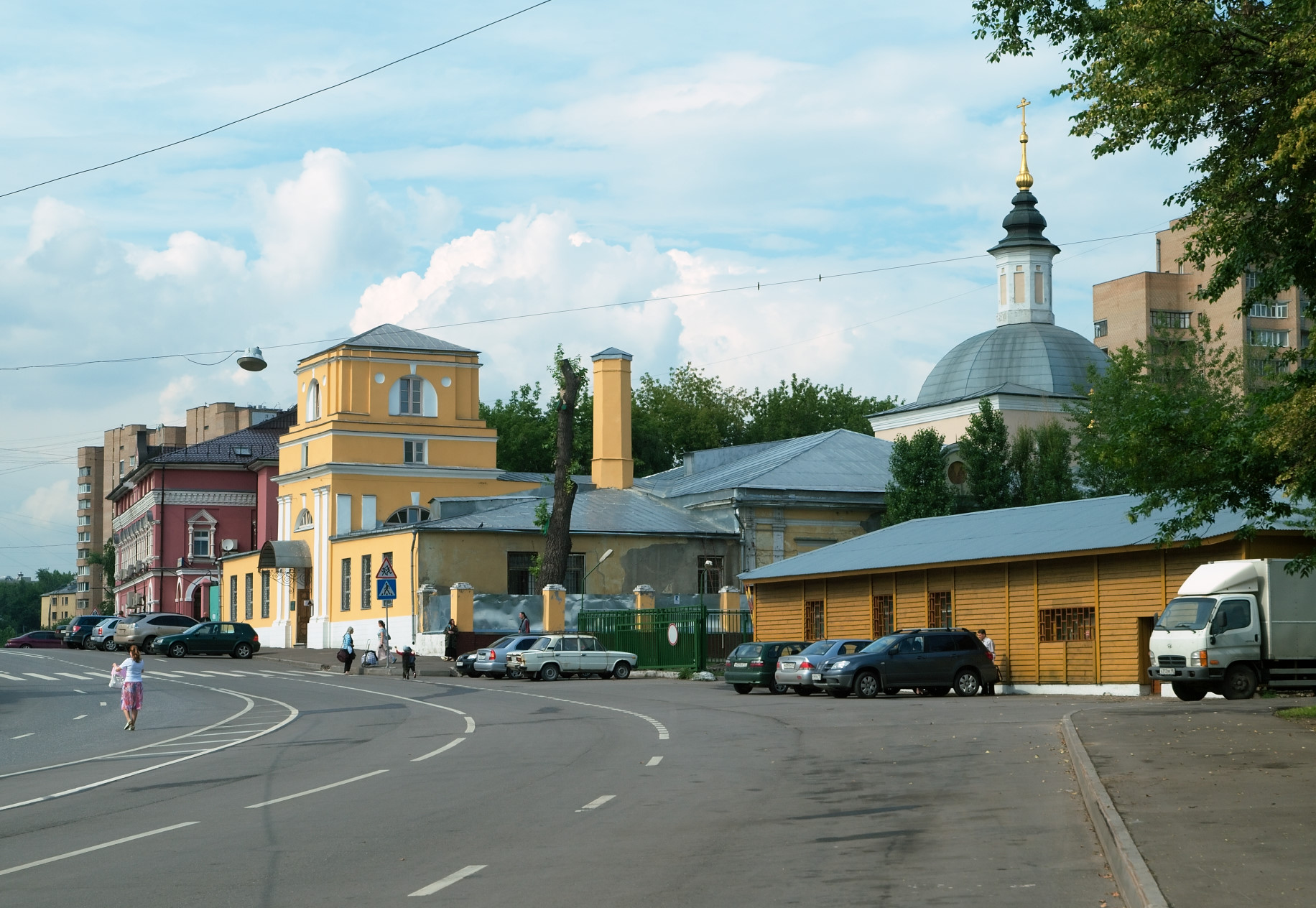
Панорама Крестьянской площади

Крестьянская площадь ограничена с запада Новоспасским монастырём, с востока — Новоспасским проездом, а с юга — Динамовской улицей. Со стороны Новоспасского проезда на площадь выходят Верхний Новоспасский проезд и Крестьянский тупик, а с юга от неё начинается Саринский проезд (название от реки Сара, протекавшей по этому месту и заключённой в трубу).

## Здания и сооружения
- № 2 — простоял с 1913 по 1974 год;
- № 2А, строение 1 — детский сад № 492;
- № 3 (угол Лаврова переулка) — в 1965 году снимали эпизод для фильма «Рано утром»;
- № 10/2 — дошкольное отделение школы №498;
- № 10 — Новоспасский ставропигиальный мужской монастырь.